# Abu Yúsuf Yaaqub ibn Abd al-Haqq
Abu Yúsuf Yaaqub ibn Abd al-Haqq (أبو يوسف يعقوب بن عبد الحق Abū Yūsuf Ya‘qūb ibn ‘Abd al-Ḥaqq) (m. 20 de marzo de 1286) fue un sultán de la dinastía meriní o benimerín. Fue el cuarto hijo del fundador meriní Abd al-Haqq, y sucedió a su hermano Abu Yahya en 1258. Murió en 1286 en Algeciras.
En 1262, intentó conquistar Marrakech. El 8 de septiembre de 1269 conquistó Marrakech.
| Predecesor: Abu Yahya ibn Abd al-Haqq | Sultán Benimerín 1259-1286 | Sucesor: Abu Yaaqub Yúsuf an-Nasr |

- Datos: Q335496
- Multimedia: Abu Yusuf Yaqub ibn Abd al-Haqq / Q335496